# تقارن (فیلم)
تقارن (لهستانی: Symetria) یک فیلم درام لهستانی است که در سال ۲۰۰۳ منتشر شد.